# 水産技術研究所
水産技術研究所（すいさんぎじゅつけんきゅうじょ）は、水産研究・教育機構が擁する研究所の一つ。漁業・養殖業に関する研究・技術開発を担う。

## 所在地
| 庁舎       | 住所                                      | 部署 |
| ---------- | ----------------------------------------- | ---- |
| 長崎庁舎   | 長崎県長崎市多以良町1551-8                | 本所 |
| 宮古庁舎   | 岩手県宮古市崎山第4地割9-1                |      |
| 神栖庁舎   | 茨城県神栖市波崎7620-7                    |      |
| 日光庁舎   | 栃木県日光市中宮祠2482-3                  |      |
| 南伊豆庁舎 | 静岡県賀茂郡南伊豆町石廊崎183-2           |      |
| 南勢庁舎   | 三重県度会郡南伊勢町中津浜浦422-1         |      |
| 玉城庁舎   | 三重県度会郡玉城町昼田224-1               |      |
| 宮津庁舎   | 京都府宮津市小田宿野1721                  |      |
| 廿日市庁舎 | 広島県廿日市市丸石2-17-5                  |      |
| 百島庁舎   | 広島県尾道市百島町1760                    |      |
| 屋島庁舎   | 香川県高松市屋島東町234                   |      |
| 伯方島庁舎 | 愛媛県今治市伯方町木浦甲2780              |      |
| 五島庁舎   | 長崎県五島市玉之浦町布浦122-7             |      |
| 上浦庁舎   | 大分県佐伯市上浦大字津井浦                |      |
| 志布志庁舎 | 鹿児島県志布志市志布志町夏井205           |      |
| 奄美庁舎   | 鹿児島県大島郡瀬戸内町大字俵字崎山原955-5 |      |
| 八重山庁舎 | 沖縄県石垣市桴海大田148                   |      |

ほかに館山臨海施設（千葉県館山市沼848-1）がある。

## 研究組織
以下の9部1室構成となっている。
養殖部門
- まぐろ養殖部
- シラスウナギ生産部
- 育種部
- 生理機能部
- 生産技術部
- 病理部
- 養殖経営・経済室

環境・応用部門
- 水産工学部
- 沿岸生態システム部
- 環境保全部
- 水産物応用開発部

## 沿革
設立より以前については水産研究・教育機構#沿革を参照。
- 2020年7月20日: 水研機構に属する9研究所を再編し、水産技術研究所として設立。